# حب الشعر (فلم)
هو فلم قصير من إنتاج سوني بيكتشرز أنميشن وقد صدر مع فيلم طيور العاضبة 2 في دور سينيما أمريكية فقط(أمريكا شمالية) و قد فاز الفيلم بجاءزة أوسكار لأفضل فيلم قصير لسنة 2019.

## وصلات خارجية
- مقالات تستعمل روابط فنية بلا صلة مع ويكي بيانات